# Інтелектуальна гнучкість
Інтелектуальна гнучкість — описує процеси, за допомогою яких людський інтелект може бути збільшено через зміни в нейропластичності. Ці зміни можуть зумовлюватися генетикою, фармакологічними чинниками, психологічними факторами, поведінкою або умовами навколишнього середовища. Інтелектуальна гнучкість може належати до змін у когнітивних навичках, пам'яті, мисленні, або м'язовій пам'яті, пов'язаних з моторикою.
Чарльз Спірмен, який ввів загальний фактор інтелекту «g», описав інтелект як свою здатність адаптуватися до навколишнього йому середовища з безліччю корисних навичок, включаючи міркування і розуміння закономірностей і взаємозв'язків. Він вважав, що окремі особи високо розвинені в одній з інтелектуальних здібностей, як правило, мали тенденцію бути високо розвиненими в інших інтелектуальних здібностях.

## Визначення
- Інтелект: дуже загальна здатність, яка, крім усього іншого, передбачає здатність міркувати, планувати, розв'язувати проблеми, абстрактно мислити, осмислювати складні ідеї, швидко вчитися та вчитися на досвіді[1].
- Критичний період: обмежений період розвитку, протягом якого нервова система особливо чутлива до впливу досвіду[2].

## Основи нейронауки
Біологічна основа інтелекту ґрунтується на мірі зв’язності нейронів у мозку та різній кількості білої та сірої речовини. Дослідження показують, що інтелект позитивно корелює із загальним об'ємом мозку. Хоча це правда, що кількість нейронів у мозку фактично зменшується протягом усього розвитку, у міру того, як нейронні зв’язки зростають і шляхи стають більш ефективними, підтримувальні структури мозку збільшуються. Це збільшення підтримувальних тканин, включно з мієлінізацією, судинами та гліальними клітинами, призводить до збільшення загального розміру мозку. З порівняння окружності мозку та IQ у 9-річних дітей було виявлено позитивну кореляцію між ними. Збільшення на 2,87 бала IQ спостерігалося для кожного стандартного відхилення збільшення окружності мозку.

### Важливість критичного періоду
Мозок швидко росте за перші п’ять років розвитку людини. У п'ятирічному віці мозок людини становить 90% від загального його розміру. Потім мозок поступово закінчує рости до двадцяти років. Від початку до кінця мозок збільшується в розмірах на понад 300% від народження. Критичний період, визначений як перші роки розвитку мозку, має важливе значення для інтелектуального розвитку, оскільки мозок оптимізує надвиробництво синапсів, що наявне при народженні. Під час критичного періоду, вдосконалюються нейронні шляхи, виходячи з того, які синапси активні й отримують передачу. Це явище "використати або втратити"
.

### Нейронна пластичність
Нейронна пластичність стосується будь-якої зміни структури нейронної мережі, яка формує центральну нервову систему. Нейронна пластичність — це нейронна основа для змін у роботі розуму, включно з навчанням, формуванням пам’яті та змінами інтелекту. Однією з добре вивчених форм пластичності є довготривала потенціація. Це стосується зміни нейронної зв'язаності внаслідок високої активації з обох сторін синаптичної щілини. Ця зміна нейронної зв'язаності дозволяє легше обробляти інформацію, оскільки нейронний зв’язок, пов'язаний з цією інформацією, посилюється через довготривалу потенціацію. Інші форми пластичності передбачають формування нових нейронів, формування нових зв’язків між нейронами та вибіркове усунення таких зв’язків, що називається "дендритним обрізанням".

### Генетичні фактори інтелекту
Люди мають різну ступінь нейропластичності завдяки їх генетичному складу, що впливає на їх здатність пристосовуватися до умов їхнього середовища та ефективно вчитися на досвіді. Ступінь, в якому результати тесту на інтелект можна пов'язати з генетичною спадковістю, збільшується з віком. Зараз немає пояснень цього дивного результату, однак підозрюються недоліки в методах тестування. Дослідження нідерландських близнюків показали, що інтелект 5-річних дітей на 26% визначається спадковістю, тоді як у 12-річних дітей - на 64%. Конструктивно, генетичні впливи пояснюють 77–88% дисперсії товщини середньосагітальної області мозолистого тіла, об’єму хвостатого ядра та об’ємів тім'яної та скроневої часточок.